# Karl Heinz Zeitler
Karl Heinz Zeitler (* 17. Dezember 1929 in Berlin; † unbekannt) war ein deutscher Hörspiel- und Drehbuchautor sowie Filmregisseur.

## Leben
Zeitler war vor allem in den 1960er- und 1970er-Jahren für das Fernsehen aktiv und schrieb Drehbücher zu populären Fernsehserien wie Paul Klinger erzählt abenteuerliche Geschichten, John Klings Abenteuer, Kommissar Brahm, Stahlnetz, Percy Stuart oder Im Auftrag von Madame. Dabei verwendete er immer wieder das Pseudonym C. M. Sharland. Als Douglas Fithian inszenierte er 1972 den Film Trauma mit Lee Remick und Michael Hinz. Zuvor, Ende der 1950er-Jahre, arbeitete er als Hörspielautor für den NDR. Sein Hauptmetier war das Krimigenre.

## Hörspiele
- 1957: Die Jagd nach dem Täter: Die Barker-Gang – Regie: S. O. Wagner (NDR)
- 1958: Die Jagd nach dem Täter: Die Villa am Teufelssee – Regie: S. O. Wagner (NDR)
- 1958: Gruseln vor Mitternacht (1. Folge: Der Finger des Fakirs) – Regie: S. O. Wagner (NDR)
- 1958: Gruseln vor Mitternacht (4. Folge: Der unheimliche Gast) – Regie: S. O. Wagner (NDR)
- 1958: Gruseln vor Mitternacht (5. Folge: Der nächtliche Wanderer) – Regie: S. O. Wagner (NDR)
- 1958: Gruseln vor Mitternacht (6. Folge: Der Geist von Downhill-Castle) (auch Sprecher) – Regie: S. O. Wagner (NDR)
- 1958: Gruseln vor Mitternacht (5. Folge: Es geschah bei Blockstelle 13) – Regie: S. O. Wagner (NDR)
- 1958: Gruseln vor Mitternacht (6. Folge: Die schwarze Rikscha) – Regie: S. O. Wagner (NDR)
- 1959: Spionage (2. Teil: Einsatzort Planquadrat X) – Regie: S. O. Wagner (NDR)
- 1959: Spionage (3. Teil: An Absender zurück) – Regie: S. O. Wagner (NDR)
- 1959: Spionage (4. Teil: Anton Dora – bitte kommen!) – Regie: S. O. Wagner (NDR)
- 1959: Spionage (6. Teil: Der Spion von Albrechtshof) – Regie: S. O. Wagner (NDR)
- 1959: Die Jagd nach dem Täter: Schüsse im Jagen 45 – Regie: S. O. Wagner (NDR)
- 1959: Die Jagd nach dem Täter: Die Tresore der Firma Livingstone –  Regie: S. O. Wagner (NDR)
- 1959: Die Jagd nach dem Täter: Mord im Nebel – Regie: S. O. Wagner (NDR)
- 1960: Die Jagd nach dem Täter: Die Quoten für das dritte Rennen – Regie: S. O. Wagner (NDR)
- 1960: Die Jagd nach dem Täter: Besuch am Abend – Regie: S. O. Wagner (NDR)
- 1961: Die Jagd nach dem Täter: Feuer vor der Küste – Regie: S. O. Wagner (NDR)

## Fernsehen
- Der Mann aus Guayaquil (Erstsendung 14. Dezember 1962, ARD2)
- Elefantisches (Erstsendung 1. Mai 1962, ARD 2)
- Abenteuerliche Geschichten (1964/1965), 13 Folgen, als C. M. Sharland
- John Klings Abenteuer (1965/1966), 13 Folgen, als C. M. Sharland
- Kommissar Brahm (1967), 13 Folgen
- Stahlnetz: Ein Toter zuviel (1968)
- Anker auf und Leinen los! (1968), 13 Folgen
- Cliff Dexter (1967/1968), 13 Folgen (Staffel 2)

1. Gäste um Mitternacht – EA 8. November 1967
2. Millionen aus grüner Tiefe – EA 15. November 1967
3. Einer riskiert seinen Kopf – EA 29. November 1967
4. Ein Orden für Cliff – EA 6. Dezember 1967
5. Die Rechnung geht nicht auf – EA 13. Dezember 1967
6. Doppelte Prämie – EA 20. Dezember 1967
7. Lösegeld: Mord – EA 27. Dezember 1967
8. Tod auf dem Golfplatz – EA 3. Januar 1968
9. Katze und Maus – EA 10. Januar 1968
10. Freundschaftsdienst – EA 17. Januar 1968
11. Pinkys Fund – EA 24. Januar 1968
12. Der Todeskandidat – EA 24. Januar 1968
13. Der letzte Erbe – EA 7. Februar 1968

- Percy Stuart (1969–1972), 52 Folgen

1. Der Club der 13 – EA 12. März 1969
2. Das Geheimnis der Blauen Lagune – EA 19. März 1969
3. Poker – EA 26. März 1969
4. Exportgeschäfte – EA 2. April 1969
5. Das Golfspiel – EA 9. April 1969
6. Neue Kollektion – EA 16. April 1969
7. Lordrichter Parkinson's Auftrag – EA 23. April 1969
8. Liebesgabe für Sombrero – EA 30. April 1969
9. Gazpacho Don Antonio – EA 7. Mai 1969
10. Gespenster – EA 14. Mai 1969
11. Beruf Witwe – EA 21. Mai 1969
12. Das grüne Auge – EA 28. Mai 1969
13. Vendetta – EA 4. Juni 1969
14. Rallye Veracruz – EA 10. September 1969
15. Das Armband – EA 17. September 1969
16. Diplomatengepäck – EA 24. September 1969
17. Das Ausstellungsstück – 1. Oktober 1969
18. Schwarzfahrer – EA 8. Oktober 1969
19. Dr. Kellers Bilanz – EA 15. Oktober 1969
20. Alles auf Sieg – EA 22. Oktober 1969
21. Mann gegen Mann – EA 29. Oktober 1969
22. Ein Gefallen – EA 5. November 1969
23. Suchen Sie meinen Mörder – EA 12. November 1969
24. Manschettenknöpfe – EA 26. November 1969
25. Der reichste Mann der Welt – EA 3. Dezember 1969
26. Finden Sie Miriam Gray – EA 10. Dezember 1969
27. Fünf Pfeifen – EA 30. September 1970
28. Drei schwarze Tulpen – EA 7. Oktober 1970
29. Stichwort Mauritius – EA 14. Oktober 1970
30. Ausfuhr verboten – EA 21. Oktober 1970
31. Der Wagenlenker – EA 28. Oktober 1970
32. Geheimnisträger – EA 4. November 1970
33. Der Koffer – EA 11. November 1970
34. Ein Sonderfall – EA 25. November 1970
35. Blüten-Anny – EA 2. Dezember 1970
36. Das Tal der Ruhe – EA 9. Dezember 1970
37. Babysitter – EA 16. Dezember 1970
38. Die Hazienda – EA 23. Dezember 1970
39. Der Scheich – EA 30. Dezember 1970
40. Der Schmetterlingsfänger – EA 20. Oktober 1971
41. Hellseherei – EA 27. Oktober 1971
42. Handgeschmiedete Golfschläger – EA 3. November 1971
43. Ein Teppich aus Kopenhagen – EA 10. November 1971
44. Der Neffe in Kanada – EA 24. November 1971
45. Ein Horoskop von der NASA – EA 1. Dezember 1971
46. Piratengold – EA 8. Dezember 1971
47. Feinschmecker – EA 15. Dezember 1971
48. Die Weltregierung – EA 22. Dezember 1971
49. Die Bärenfellmütze – EA 29. Dezember 1971
50. Unter Zigeunern – EA 5. Januar 1972
51. Ein Essen im Grand-Hotel – EA 12. Januar 1972
52. Die Reise nach Sylt – EA 19. Januar 1972

- Im Auftrag von Madame (1972–1975), 39 Folgen, als C. M. Sharland
- Waldheimat: Die Freisprechung und der ungarische Meister (1984)

## Kino
- Das Geld, das auf der Straße liegt (1958), als Darsteller
- Genosse Münchhausen (1962), als Darsteller
- Die Engel von St. Pauli (1969), als Autor, Regie: Jürgen Roland
- Trauma (1972), nur als Regisseur
- Zwei Teufelskerle auf dem Weg ins Kloster (1975), als Autor unter dem Pseudonym C. M. Sharland, Regie: Ernst Hofbauer

## Publikationen
- Percy Stuart – Ein Fernsehbuch. Breitschopf-Verlag, Wien/München/Zürich 1970. (2 Bände: Entführung nach Puerto Rico, Eine Reise mit Hindernissen)
- Die Zeit des Jaguar. Goldmann-Verlag, München 1989.
- Grüne Hölle – schwarzes Gold. Lingen-Verlag, Bergisch Gladbach 1990.
- Tierpension Arche Nora. Lübbe-Verlag, Bergisch Gladbach 1996.